# ملبور
ملبور (به انگلیسی: Melbour) یک برند سیگار ایجاد شده در آرژانتین است؛ که در حال حاضر توسط امپریال توباکو تولید می‌شود. این برند در سال ۲۰۰۲ پایه‌گذاری گردید.